# سوزان مولر (لاعبة هوكي الحقل)
سوزان مولر (بالألمانية: Susanne Müller)‏ هي لاعب هوكي الحقل ألمانية، ولدت في 12 مايو 1972 في هاناو في ألمانيا.

## وصلات خارجية
- سوزان مولر على موقع الاتحاد الدولي للهوكي (الإنجليزية)
- سوزان مولر على موقع اللجنة الأولمبية الدولية (الإنجليزية)
- سوزان مولر على موقع أوليمبيديا (الإنجليزية)